# (21057) Garikisraelian
(21057) Garikisraelian est un astéroïde de la ceinture principale.

## Description
(21057) Garikisraelian est un astéroïde de la ceinture principale. Il fut découvert le 8 avril 1991 à l'Observatoire de La Silla par Eric Walter Elst. Il présente une orbite caractérisée par un demi-grand axe de 2,29 UA, une excentricité de 0,04 et une inclinaison de 7,9° par rapport à l'écliptique.

## Compléments